# Центральноафриканська Республіка на літніх Олімпійських іграх 2016
Центральноафриканську Республіку на літніх Олімпійських іграх 2016 року представляли 6 спортсменів у 4 видах спорту. Жодної медалі олімпійці Центральноафриканської Республіки не завоювали.

## Спортсмени
| Дисципліна     | Чоловіки | Жінки | Разом |
| -------------- | -------- | ----- | ----- |
| Плавання       | 1        | 1     | 2     |
| Тхеквондо      | 1        | 0     | 1     |
| Легка атлетика | 1        | 1     | 2     |
| Бокс           | 0        | 1     | 1     |
| Разом          | 3        | 3     | 6     |

## Легка атлетика
Легенда
- Note – для трекових дисциплін місце вказане лише для забігу, в якому взяв участь спортсмен
- Q = пройшов у наступне коло напряму
- q = пройшов у наступне коло за добором (для трекових дисциплін - найшвидші часи серед тих, хто не пройшов напряму; для технічних дисциплін - увійшов до визначеної кількості фіналістів за місцем якщо напряму пройшло менше спортсменів, ніж визначена кількість)
- NR = Національний рекорд
- N/A = Коло відсутнє у цій дисципліні
- Bye = спортсменові не потрібно змагатися у цьому колі

Трекові і шосейні дисципліни
| Спортсмен        | Дисципліна                   | Попередній забіг | Попередній забіг | Півфінал         | Півфінал         | Фінал            | Фінал            |
| Спортсмен        | Дисципліна                   | Результат        | Місце            | Результат        | Місце            | Результат        | Місце            |
| ---------------- | ---------------------------- | ---------------- | ---------------- | ---------------- | ---------------- | ---------------- | ---------------- |
| Франкі Мботто    | біг на 800 метрів (чоловіки) | 1:52.97          | 7                | Завершив виступ  | Завершив виступ  | Завершив виступ  | Завершив виступ  |
| Елізабет Мандаба | біг на 800 метрів (жінки)    | 2:11.70 NR       | 8                | Завершила виступ | Завершила виступ | Завершила виступ | Завершила виступ |

## Бокс
| Спортсмен     | Категорія        | 1/8 фіналу           | Чвертьфінали       | Півфінали          | Фінал              | Фінал            |
| Спортсмен     | Категорія        | Суперник Результат   | Суперник Результат | Суперник Результат | Суперник Результат | Місце            |
| ------------- | ---------------- | -------------------- | ------------------ | ------------------ | ------------------ | ---------------- |
| Юдіт Мбуньяде | до 51 кг (жінки) | Валенсія (COL) L TKO | Завершила виступ   | Завершила виступ   | Завершила виступ   | Завершила виступ |

## Плавання
| Спортсмен       | Дисципліна                          | Попередній заплив | Попередній заплив | Півфінал         | Півфінал         | Фінал            | Фінал            |
| Спортсмен       | Дисципліна                          | Час               | Місце             | Час              | Місце            | Час              | Місце            |
| --------------- | ----------------------------------- | ----------------- | ----------------- | ---------------- | ---------------- | ---------------- | ---------------- |
| Крістіан Нассіф | 50 метрів вільним стилем (чоловіки) | 30.00             | 84                | Завершив виступ  | Завершив виступ  | Завершив виступ  | Завершив виступ  |
| Хлоя Совурель   | 50 метрів вільним стилем (жінки)    | 37.15             | 85                | Завершила виступ | Завершила виступ | Завершила виступ | Завершила виступ |

## Тхеквондо
| Спортсмен | Категорія           | 1/8 фіналу          | Чвертьфінали       | Півфінали          | Втішний поєдинок   | Фінал / БМ         | Фінал / БМ      |
| Спортсмен | Категорія           | Суперник Результат  | Суперник Результат | Суперник Результат | Суперник Результат | Суперник Результат | Місце           |
| --------- | ------------------- | ------------------- | ------------------ | ------------------ | ------------------ | ------------------ | --------------- |
| Давід Буї | до 68 кг (чоловіки) | Lee D-h (KOR) L 0–6 | Завершив виступ    | Завершив виступ    | Завершив виступ    | Завершив виступ    | Завершив виступ |